# 日本再建連盟
日本再建連盟（にほんさいけんれんめい）は、戦後の一時期に存在していた保守政党。
旧立憲民政党系の戦前派政治家で結成された民政旧友会の中で、三好英之・武知勇記らは岸信介を担いで保守新党を結成しようと画策。大麻唯男・松村謙三らが新政クラブを経て改進党に向かう一方で、三好・武知らは1951年に新日本政治経済調査会を結成。更に岸の追放解除が近づいた1952年4月、岸に近い政治家や旧官僚を糾合して日本再建連盟を結成した。発足時の理事長は三好英之。顧問には重光葵・石黒忠篤・渋沢敬三・藤山愛一郎・正力松太郎・清瀬一郎・野村吉三郎など錚々たる顔触れが並んでいたが、必ずしも全員が日本再建連盟から政治家に転身しようとしていたわけではなかった。重光のように改進党総裁に担がれたため短期間で連盟を離れた者もいる。
日本再建連盟は三好を理事長に戴いていたが、実質的な指導者は岸であり、「岸新党」と呼ぶべきものだった。当初発表した「五大政策」には、憲法改正・反共・アジアとの経済外交重視など、岸が終生貫いた政治路線が表れている。改進党や右派社会党との提携を模索したが、うまくはいかなかった。日本再建連盟は1952年の総選挙に十数名の候補者を擁立したものの、当選したのは武知1人だけで三好を含めた他の候補は全て落選した（岸本人はこの時は立候補していない）。翌年、連盟は解散（ただし自然消滅に近かったらしく、岸は後年「日本再建連盟高知県支部役員をしていたという人から『あなたは自民党に入って総理にもなったが再建連盟はどうなったのか、自分はやめた覚えも解散通知を受け取った覚えもない』という手紙をもらった（笑）」と語っている）。多くは自由党に合流し、後の岸派の源流となった。